# Phyxelida bifoveata
Phyxelida bifoveata är en spindelart som först beskrevs av Embrik Strand 1913.  Phyxelida bifoveata ingår i släktet Phyxelida och familjen Phyxelididae. Inga underarter finns listade i Catalogue of Life.